# Contea di Perth
La contea di Perth è una contea dell'Ontario in Canada. Al 2006 contava una popolazione di 74.344 abitanti. Ha come capoluogo Stratford.